# Prêmio Emmy Internacional de melhor drama
O Emmy Internacional de Melhor Drama (no original em inglês: International Emmy Award for Drama) é uma extinta categoria dos prêmios Emmy Internacional. Foi uma das primeiras categorias da premiação, que destaca programas internacionais do gênero drama produzidos e exibidos fora dos Estados Unidos. Em 2002 a Academia Internacional, que realiza os prêmios, extinguiu a categoria, e criou uma nova, a de Melhor Série Dramática.

## Vencedores
| Ano  | Vencedor                     | País        | Emissora          |
| ---- | ---------------------------- | ----------- | ----------------- |
| 1977 | The Collection               | Reino Unido | ITV Granada       |
| 1979 | On Giants Shoulders          | Reino Unido | BBC               |
| 1980 | A Rod of Iron                | Reino Unido | BBC               |
| 1981 | A Town Like Alice            | Austrália   | Seven Network     |
| 1982 | A Voyage Round My Father     | Reino Unido | BBC               |
| 1983 | King Lear                    | Reino Unido | BBC               |
| 1984 | The Jewel in the Crown       | Reino Unido | ITV               |
| 1985 | Das Boot                     | Alemanha    | Wolfgang Petersen |
| 1986 | Shadowlands                  | Reino Unido | BBC Wales         |
| 1987 | Porterhouse Blue             | Reino Unido | Channel 4         |
| 1988 | A Very British Coup          | Reino Unido | Channel 4         |
| 1989 | Traffik                      | Reino Unido | Channel 4         |
| 1990 | First and Last               | Reino Unido | BBC               |
| 1991 | The Black Velvet Gown        | Reino Unido | ITV               |
| 1992 | Um Homem Perigoso            | Reino Unido | BBC               |
| 1993 | Unnatural Pursuits           | Reino Unido | BBC               |
| 1994 | The Bullion Boys             | Reino Unido | BBC               |
| 1995 | The Politician's Wife        | Reino Unido | Channel 4         |
| 1996 | La Colline aux Mille Enfants | França      | France 2          |
| 1997 | Crossing the Floor           | Reino Unido | BBC Two           |
| 1998 | The Tattooed Widow           | Suécia      | Danmarks Radio    |
| 1999 | Lost for Words               | Reino Unido | ITV               |
| 2000 | All Stars                    | Holanda     | VARA              |
| 2001 | Dirty Tricks                 | Reino Unido | ITV London        |